# Rio Pacuare
Le río Pacuare est un fleuve du Costa Rica. Il se jette dans l'Atlantique.

## Son cours
Il prend source dans la cordillère de Talamanca, dans la province de Cartago, dans le parc national Tapanti (en) – avec le Cerro de la Muerte (en) – dont il ne sort que pour entrer sur la réserve forestière du Macho.
Il s'écoule vers le nord-est en traversant une zone de forêt tropicale humide et atteint la province de Limón. Il passe notamment à Siquirres avant de se jeter dans la mer des Antilles.

### Districts et cantons concernés
Le Pacuare traverse ou longe les districts et cantons suivants :
D'amont en aval :
Province de Cartago :
- canton de Turrialba
  - La Suiza (en) (dont village de Pacuare)
  - Chirripó (en) (dont Alto Moravia et Simiriñac)
  - Tayutic (en) (dont Tacotal et Bajo Pacuare Sur)
  - Chirripó (en) de nouveau (dont le territoire indigène cabécar de Chirripó (es))
  - Tuis (en) (dont Bajo Pacuare Norte)
  - La Suiza (en) (de nouveau longée)
  - Tres Equis (en) (dont la réserve forestière du Pacuare)

Province de Limón :
- canton de Siquirres
  - Siquirres
  - Pacuarito (en) (dont le territoire indigène cabécar de Nairi Awari (es))
  - Reventazón
- canton de Matina
  - Batán (en)

### Affluents
D'amont en aval :
- Platanillo (rg), conflue sur Tayutic
- Pacayitas (rg), conflue sur La Suiza
- Quebrada Grande (rg), conflue sur La Suiza / Tres Equis
  - Quebrada Gata
- Quebrada Ganga (rg), conflue sur Siquirres
- Quebrada Leona (rd), conflue sur Siquirres
- Siquirres (es) (rg), conflue sur Siquirres
  - Quebrada la Planta
  - Quebrada Petróleo
  - Quebrada Caño Seco
  - bras du Reventazón (rg)
  - bras du Reventazón (rg)
  - bras du Reventazón (rg)
- canal (rg), conflue sur Siquirres
- Canales de Tortuguero-Rogelio Pardo Jochs (rg), conflue sur Reventazón
  - Chiquero
- Madre de Dios (rd), conflue sur Pacuarito
  - continuation du canales de Tortuguero-Rogelio Pardo Jochs

## Tourisme et sport
Les rapides du rio Pacuare sont connus par les amateurs de rafting et de kayak.

## Environnement
Dans sa partie amont, il traverse la réserve forestière du Macho (reserva forestal río Macho).
Dans sa partie médiane juste en amont de Siquirre, il traverse la réserve forestière du Pacuare (Reserva forestal rio Pacuare)n d'une surface de 13 188 ha.